# Ostatni sen starego dębu
Ostatni sen starego dębu (duń. Det gamle Egetræes sidste Drøm) – baśń literacka autorstwa Hansa Christiana Andersena, wydana po raz pierwszy w Kopenhadze w marcu 1858 roku.

## Publikacja
Andersenowska baśń literacka Ostatni sen starego dębu, opatrzona podtytułem w nawiasie Baśń wigilijna (duń. Et Jule-Eventyr), została po raz pierwszy opublikowana 2 marca 1858 roku w Kopenhadze przez wydawnictwo C.A. Reitzel w antologii Nowe baśnie i opowieści. Pierwsza seria. Pierwsza kolekcja. 1858 (duń. Nye Eventyr og Historier. Første Række. Første Samling. 1858). W katalogu dzieł Hansa Christiana Andersena autorstwa B.F. Nielsena baśń ma numer 771. Utwór został wznowiony za życia pisarza w 1870 roku. Jedną z pierwszych ilustracji do baśni przygotował rysownik Lorenz Frølich.
Andersen uczynił bohaterem baśni stary dąb rosnący przy wybrzeżu morskim. Najprawdopodobniej chodzi o dąb szypułkowy, charakterystyczny dla Danii. 365-letnie drzewo podejmuje dialog z jętką. Wśród innych elementów przyrody charakterystycznych dla ojczyzny poety w baśni pojawiają się: pole koniczyny, marzanka, pierwiosnek, dzika mięta, fiołek, stokrotka, konwalia, dzika róża, czarny bez, wiciokrzew, dzika jabłoń, konik polny, chrabąszcz, pszczoła, leśny gołąb, kukułka. Nawiązania kulturowe i religijne to m.in. umieranie i wstępowanie do Nieba, osoba Jezusa Chrystusa, zmartwychwstanie, Boże Narodzenie, święto dziękczynienia, dzwony kościelne, Alleluja, ołtarz druidów, cytra, harfa eolska. Pisarz cytuje wprost hymn bożonarodzeniowy autorstwa bpa Hansa Adolpha Brorsona. Akcja w drugiej połowie baśni toczy się w Wigilię Bożego Narodzenia, stąd podtytuł utworu.

## Polskie przekłady
Jak w przypadku innych baśni Andersena historia tłumaczeń Ostatniego snu starego dębu na język polski sięga początku XX wieku:
- 1900 – Ostatni sen starego dębu: Antonina Gawrońska (tłum.): Opowieści Andersena. Nowy wybór dla młodzieży. Lwów. Brak numerów stron w książce
- 1931 – Ostatni sen starego dębu (Baśń Bożego Narodzenia): Stefania Beylin (tłum.): Baśnie. Warszawa. Brak numerów stron w książce (podtytuł w wydaniu z 1956 Baśń wigilijna)
- 1938 – Sen starego dębu: Marceli Tarnowski (tłum.): Bajki. Warszawa. Brak numerów stron w książce
- 2006 – Ostatni sen starego dębu: Bogusława Sochańska (tłum.): Baśnie i opowieści. Tom II 1852–1862. Poznań. s. 187–191. ISBN 978-83-7278-194-9. (z oryginału duńskiego)

## Fabuła
Streszczenia dokonano na podstawie wersji duńskiej.
Wysoko na zboczu, przy otwartej plaży rośnie bardzo stary dąb. Ma dokładnie trzysta sześćdziesiąt pięć lat. Dla drzewa ten długi czas jest jak dni dla ludzi, gdyż drzewo nie śpi w nocy, lecz całą zimę. Dąb jest aktywny przez trzy pory roku – wiosnę, lato i jesień – a zima to jego czas snu.
W ciepłe letnie dni jętka tańczy wokół korony dębu, żyje, unosi się. Odpoczywając na zielonym dębowym liściu, słyszy od drzewa, że jej życie trwa tylko jeden dzień, co drzewo uważa za smutne. Jętka odpowiada, że nie rozumie smutku, bo wszystko wokół jest jasne, ciepłe i piękne, a ona jest szczęśliwa. Dąb tłumaczy, że jego życie trwa tysiące dni jętki, obejmując całe pory roku, czego jętka nie potrafi pojąć. Owad twierdzi, że ma tysiące chwil radości i pyta, czy piękno świata zniknie, gdy dąb umrze. Dąb odpowiada, że piękno świata trwa dłużej, niż on sam może to sobie wyobrazić. Jętka, ciesząc się zapachem kwiatów i ciepłem, tańczy, a wieczorem, zmęczona, zasypia na trawie i umiera, podczas gdy dąb żałuje jej krótkiego życia.
Każdego lata powtarza się ten sam taniec i rozmowy z jętkami. Dąb budzi się wiosennym rankiem, trwa w letnie popołudnie i zasypia jesiennym wieczorem. Zbliża się zima, czas snu dębu, gdy nadchodzi jego noc. Burze śpiewają „Dobranoc!”, zrzucając liście i kołysząc drzewo do snu. Wiatr i śnieg otulają dąb, tworząc ciepłą pierzynę wokół jego korzeni. Dąb, pozbawiony liści, śpi przez długą zimę, śniąc o swoich przeżyciach.  
Dawno temu dąb był mały, wyrósł z żołędzia, a teraz żyje w czwartym stuleciu. Jest największym drzewem w lesie, jego korona wznosi się ponad inne, jest widoczna z morza. W jego gałęziach gniazdują gołębie, kukułka śpiewa, a ptaki wędrowne odpoczywają. Zimą kruki i kawki siadają na gałęziach, narzekając na trudności w zdobyciu pożywienia. W czasie świąt Bożego Narodzenia dąb śni najpiękniejszy sen o letnich dniach. Widzi dawne czasy: rycerzy, myśliwych, zakochanych i wędrowców, czując radość życia.
Drzewo odczuwa nową siłę życiową, która płynie od najgłębszych korzeni aż po najwyższe gałęzie i liście. Czuje, jak rozciąga się i rośnie. W ziemi wyczuwa życie i ciepło. Jego siła wzrasta, pień pnie się w górę, a korona staje się pełniejsza i bardziej rozłożysta. W miarę wzrostu doświadcza coraz większego dobrostanu i tęsknoty, by sięgać ku jasnemu, ciepłemu słońcu. Dąb wyrasta wysoko ponad chmury, które przypominają stada ciemnych ptaków wędrownych lub białych łabędzi. Każdy liść drzewa widzi, jakby miał oczy, dostrzegając gwiazdy w dzień, lśniące i przypominające ludzkie spojrzenia.  
Drzewo przeżywa radosny moment, ale pragnie, by inne drzewa, krzewy i kwiaty mogły dzielić jego szczęście. Potężny stary dąb, mimo swej wspaniałości, nie jest w pełni szczęśliwy bez udziału wszystkich, małych i dużych. Korona drzewa porusza się, jakby czegoś szukała, wyczuwając zapach leśnych ziół, wiciokrzewu i fiołków. Drzewo dostrzega, jak inne drzewa i rośliny również rosną, a nawet niektóre odrywają się od ziemi i wznoszą.  
Brzoza pędzi w górę niczym biała błyskawica, a cała leśna przyroda, wraz z ptakami i owadami, podąża w górę w radości. Drzewo tęskni za pięknymi roślinami z minionych lat, jak konwalie czy kwitnące jabłonie, które chciałoby mieć przy sobie.  
W swojej wizji dąb czuje, że wszystkie stworzenia, małe i duże, są z nim, to szczyt radości i zadowolenia. W wigilijną noc burza wyrywa dąb z korzeniami, kończąc jego sen o wznoszeniu się ku niebu, gdy pada na brzeg.

## Galeria

Ilustracje baśni Ostatni sen starego dębu
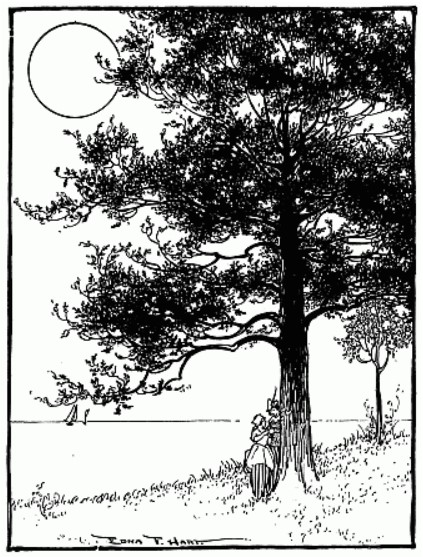
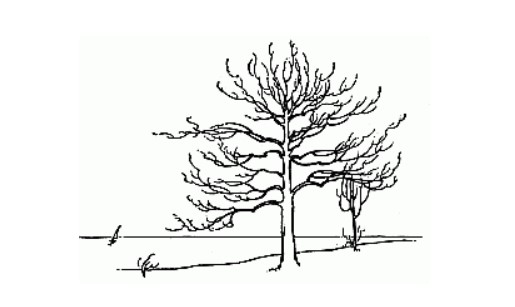
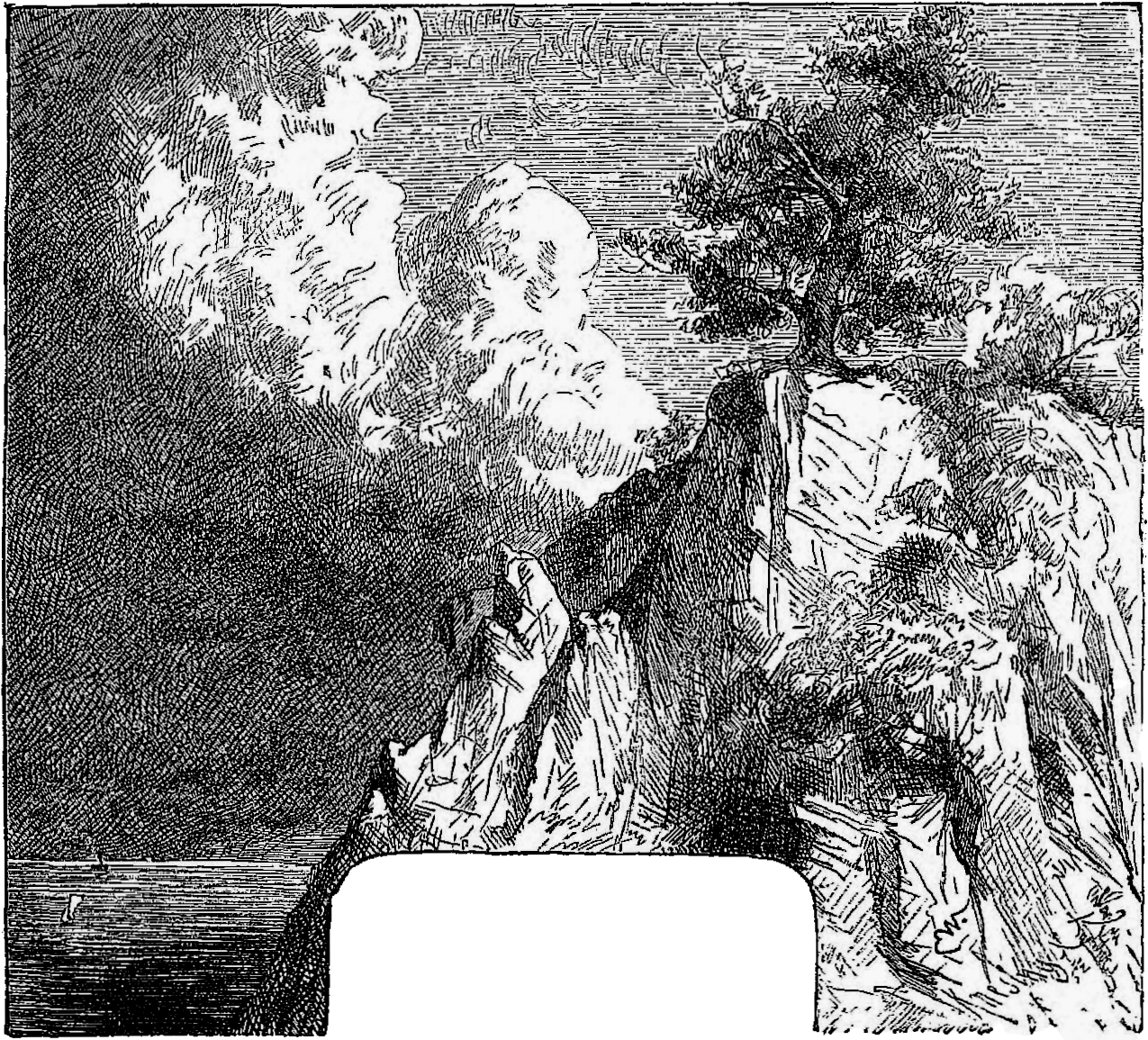
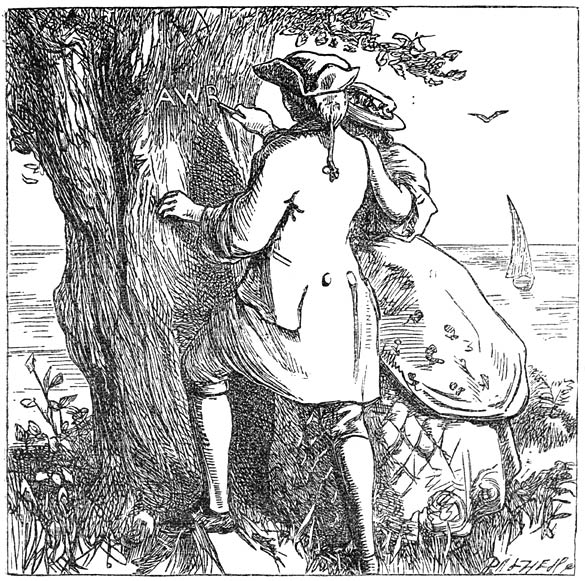